# Powiat Wałecki
Der Powiat Wałecki (deutsch: Kreis Deutsch Krone) ist ein Powiat (Landkreis) im Südosten der polnischen Woiwodschaft Westpommern. Der Kreis wurde 1999 während einer Verwaltungsreform neu gegründet. Davor gehörten die Gemeinden nacheinander der Woiwodschaft Koszalin (Köslin) (1945 bis 1975) und der Woiwodschaft Piła (Schneidemühl) (1975–1999) an.

## Gemeinden

Verwaltungseinteilung des Powiat Wałecki

Der Powiat umfasst fünf Gemeinden, davon
eine Stadtgemeinde:
- Wałcz (Deutsch Krone)

drei Stadt- und Landgemeinden:
- Gmina Człopa (Schloppe)
- Gmina Mirosławiec (Märkisch Friedland)
- Gmina Tuczno (Tütz)

und eine Landgemeinde:
- Gmina Wałcz (Deutsch Krone Land)

## Nachbarlandkreise
|                                                  | Powiat Drawski Dramburg                             | Powiat Złotowski Flatow    |
| Powiat Choszczeński Arnswalde                    | Kompassrose, die auf Nachbargemeinden zeigt         |                            |
| Powiat Strzelecko-Drezdenecki Friedeberg-Driesen | Powiat Czarnkowsko-Trzcianecki Czarnikau-Schönlanke | Powiat Pilski Schneidemühl |